# In da Getto
In da Getto è un singolo del cantante colombiano J Balvin e del produttore discografico statunitense Skrillex, pubblicato il 2 luglio 2021 come quarto estratto dal sesto album in studio di J Balvin Jose.

## Descrizione
In da Getto, premiato con il Premio Lo Nuestro alla collaborazione crossover dell'anno, è un brano house e reggaeton, basato su alcuni campionamenti della canzone In de Ghetto di David Morales e dei Bad Yard Club (1993).

## Video musicale
Il video musicale, diretto da Alfred Marroquín, è stato reso disponibile su YouTube in concomitanza con l'uscita del singolo.

## Tracce
Testi e musiche di José Osorio, David Morales, Delta Bennett, Handel Tucker, Sonny Moore, Keityn, Sly Dunbar e Marco Masís.
1. In da Getto – 2:11

## Classifiche

### Classifiche settimanali
| Classifica (2021-22)  | Posizione massima |
| --------------------- | ----------------- |
| Argentina             | 43                |
| Colombia              | 15                |
| Costa Rica            | 11                |
| El Salvador           | 8                 |
| Francia               | 43                |
| Germania              | 56                |
| Grecia                | 52                |
| India                 | 16                |
| Italia                | 34                |
| Lituania              | 99                |
| Paesi Bassi           | 57                |
| Panama                | 36                |
| Paraguay              | 149               |
| Perù                  | 10                |
| Portogallo            | 28                |
| Repubblica Dominicana | 5                 |
| Romania               | 59                |
| Spagna                | 15                |
| Stati Uniti           | 90                |
| Svizzera              | 25                |

### Classifiche di fine anno
| Classifica (2021) | Posizione |
| ----------------- | --------- |
| Spagna            | 74        |